# José Ramón Ceschi
José Ramón Ceschi (La Penca, Santa Fé, Argentina, 9 de janeiro de 1941 - Rosário, Argentina, 16 de outubro de 2021), mais conhecido como Padre Ceschi, foi um sacerdote católico, comunicador, apresentador de televisão e filósofo argentino.

## Biografia
José Ceschi nasceu em 9 de janeiro de 1941 em La Penca, Província de Santa Fé, começou a se aventurar na religião aos 16 anos, idade em que fez o noviciado e aos 23 anos foi ordenado sacerdote do Ordem Franciscana na cidade de Rosário em 1964. Estudou várias línguas no Reino Unido e na França, quando voltou à Argentina deu aulas de teologia na cidade de Rosário.
Anos depois, passou a conduzir o segmento “Pausa en Familia”, que foi ao ar no então Canal 13 de Santa Fé (hoje Telefe Santa Fe) até julho de 2020 e em algumas emissoras do interior do país.
Em 2017, sofreu um acidente vascular encefálico (AVC) onde teve que ser operado, desde então sua saúde esteve comprometida. Depois disso, em inúmeras ocasiões foi alvo de falsas notícias sobre sua saúde.

## Morte
Em 16 de outubro de 2021, a Paróquia San Francisco Solano de Rosario confirmou a morte de Ceschi com um comunicado.